# Petaure gegant meridional
El petaure gegant meridional (Petauroides volans) és un petit marsupial planador originari d'Austràlia. Malgrat el seu nom, no està estretament relacionat amb els petaures, un altre grup de marsupials planadors, sinó amb l'uta lemuroide (Hemibelideus lemuroides), amb el qual comparteix la subfamília dels hemibelideïns. Fou considerat l'única espècie del gènere Petauroides fins al 2020, quan un estudi genètic el dividí en tres espècies.